# Neonikotinoider
Neonikotinoider är en typ av växtskyddsmedel som används mot insekter. De används bland annat för utsädesbetning vid rapsodling, för att skydda de unga plantorna mot jordloppor.
En rad forskare har visat att neonikotinoider kan vara en viktig faktor bakom den tilltagande bidöd som har observerats. Forskare från Lunds universitet och Sveriges lantbruksuniversitet har, i samarbete med Jordbruksverket, visat att neonikotinoiden Klotianidin påverkar vilda bin negativt. Vilda bin är i Sverige humlor och solitärbin. Förutom problem med tillväxt och reproduktion, så fanns det även färre vilda bin i de behandlade rapsfälten. I den studien fann forskarna ingen negativ påverkan på honungsbinas samhällstillväxt.
En rapport från European Academies Science Advisory Council (EASAC) visar att användningen av neonikotinoider skadar till exempel pollinerande insekter och naturliga fiender till skadegörare.